# Gulfstream V

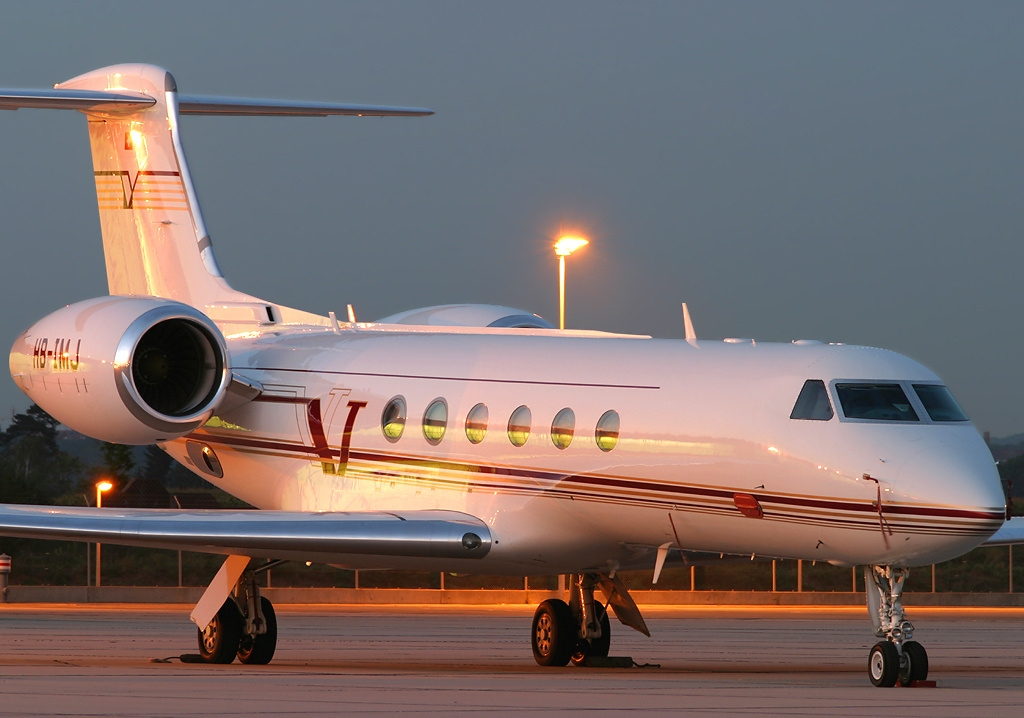
Gulfstream V romp met zes ramen

De Gulfstream V (afgekort GV) is een long-range tweemotorige turbofan zakenjet. Het vliegtuig is ontworpen en gebouwd door de Amerikaanse vliegtuigbouwer Gulfstream Aerospace. De eerste vlucht vond plaats op 28 november 1995. Er zijn sinds 1997 totaal 193 stuks van gebouwd. Het toestel is in 2004 opgevolgd door de Gulfstream 550 (G550) en later door de Gulfstream G500 en G600.

## Ontwerp
Het ontwerp van de GV is ontstaan uit de Gulfstream IV (GIV). Het was de intentie om beter te kunnen concurreren met de Bombardier Global Express. De GV heeft ten opzichte van de GIV een verbeterd vleugelontwerp, grotere spanwijdte en een iets langere romp met zes ramen. De motoren werden vervangen door twee Rolls-Royce BR710 A1-10 turbofans met ieder 65,6 kN stuwkracht. Een nadeel van de GV ten opzichte van de Bombardier Global Express is de benodigde 210 meter langere startbaan van 1.900 meter.

## Trivia
- In het jaar 2000 ontving Steve Jobs van Apple computers een Gulfstream V als beloning voor zijn werkzaamheden als topman.
- Ondernemer Mark Cuban kocht in 1999 online voor meer dan $40.000.000 Amerikaanse dollars een Gulfstream V. Het is tot op heden de duurste aankoop in de geschiedenis van E-Commerce. Cuban staat ook in het wereldrecordboek.

## Varianten
GV
Productiemodel met de Rolls-Royce BR710 A1-10 turbofans.
C-37A
Militaire GV aanduiding van het Amerikaanse leger.
G550
Model uit 2004 met twee nieuwe Rolls-Royce BR710 C4-11 turbofans met 68,44 kN stuwkracht. Vliegbereik: 12.500 km. Productie gestopt in juli 2021 (600 stuks geproduceerd). De G550 werd opgevolgd door de Gulfstream G600.